# Maglić
Il Maglić (2.388 m s.l.m.) è una montagna delle Alpi Dinariche che si trova lungo il confine tra la Bosnia ed Erzegovina ed il Montenegro.
La montagna è composta di due vette: il Crnogorski Maglić (2.388 m) dal versante montenegrino ed il Bosanski Maglić (2.386 m) dal versante della Bosnia. Quest'ultimo costituisce il punto culminante della Bosnia-Erzegovina e, sovente, con Maglić si intende questa seconda vetta.